# Nais simplex
Nais simplex é uma espécie de anelídeo pertencente à família Tubificidae.
A autoridade científica da espécie é Piguet, tendo sido descrita no ano de 1906.
Trata-se de uma espécie presente no território português, incluindo a sua zona económica exclusiva.